# Don't Hug Me I'm Scared
Don't Hug Me I'm Scared (stilizat ca Don't Hug Me .I'm Scared și adesea prescurtat în DHMIS, în traducere Nu Mă Îmbrățișa Sunt Speriat) este un serial online muzical de comedie suprarealistă horror creat de regizorii britanici Becky Sloan și Joseph Pelling. Serialul e compus din șase episoade, lansate în perioada 29 iulie 2011 - 19 iunie 2016 prin intermediul site-ului artiștilor, YouTube, și Vimeo. Serialul combină segmente în live action, teatru de marionete, animație tradițională și animație 3D (cunoscută și ca animație CGI).
Fiecare episod începe ca un serial tipic pentru copii, format din marionete antropomorfe asemănătoare cu cele prezentate în Sesame Street și alte programe populare de televiziune pentru copii. Serialul parodiază aceste programe prin contrastarea acestui mediu copilăros, colorat cu locuitorilor săi, prin teme tulburătoare; fiecare episod prezintă o întorsătură (un plot twist) suprarealistă în climax, incluzând conținut psihedelic și imagini care implică violență grafică și groază psihologică. Cele șase episoade explorează și discută subiectele creativității, timpului, iubirii, tehnologiei, dietei și viselor.
La 7 iulie 2020, creatorul Becky Sloan a anunțat că DHMIS să fie difuzat pe Channel 4 ca un serial TV în viitor.

## Poveste
Fiecare episod e axat pe trei personaje: un umanoid galben copilăros, cu păr albastru și salopetă, o rață verde antropomorfă, cu o haină în carouri și un umanoid roșu, cu un cap asemănător cu un mop. Nu au denumiri explicite în cadrul serialului, dar sunt denumiți adesea Yellow Guy (Tipul Galben), Duck (Rățoiul), și Red Guy (Tipul Roșu). Tatăl lui Yellow Guy, Roy, apare și el ocazional. De obicei, într-un episod, cele trei personaje principale întâlnesc unul sau mai multe personaje antropomorfe, asemănătoare cu niște învățători, care încep un număr muzical legat de un concept de bază al vieții de zi cu zi cu o melodie optimistă asemănătoare cu cântecele de copii. Pe măsură ce fiecare cântec progresează, devine evident că moralul sau mesajul este absurd sau se contrazice și că personajul „învățător” are motive ascunse sau sinistre. Punctul culminant al fiecărui episod implică de obicei un element de șoc, fiind folosită violență grafică sau a alte teme tulburătoare. Mai târziu în serial, personajele încep să pună la îndoială natura realității lor și mesajele bizare ale personajelor învățători.

## Producție
Sloan și Pelling s-au întâlnit în timp ce studiau arte plastice și respectiv animație la Universitatea Kingston, unde au început colectivul THIS IS IT împreună cu câțiva prieteni. Au produs primul episod din Don't Hug Me I'm Scared în timpul lor liber, fără buget. Când au început proiectul și-au imaginat transformarea într-un serial, dar inițial au renunțat la idee după terminarea primului episod.  După ce scurtmetrajul a câștigat popularitate, au decis să regândească la această idee. Random Acts de la Channel 4 a comandat al doilea episod. Serialul a atras curând comanditari mainstream; cu toate astea, Sloan și Pelling au refuzat aceste oferte pentru că „au vrut să îl păstreze destul de ciudat”, declarând și că „avem libertatea de a face exact ceea ce ne-am dorit”.
În mai 2013, Sloan și Pelling au anunțat că vor începe o campanie de strângere de fonduri Kickstarter ca să mai realizeze patru sau mai multe episoade suplimentare, unul la fiecare trei luni, începând din septembrie 2014. Au încărcat imagini de calitate scăzută ale camerelor cu personajele luate ostatice și ținute pentru răscumpărare. Un băiat american de 12 ani a încercat să folosească informațiile unor carduri de credit hackuite ca să doneze 35.000 de lire sterline campaniei, dar a fost prins și aceste fonduri au fost aruncate. Obiectivul lor Kick-Starter, de 96.000 de lire, a fost atins pe 19 iunie 2014 și, în total, s-au strâns 104.935 de lire. YouTuber-ul TomSka a devenit producător executiv al serialului după ce a donat 5.000 de lire sterline Kick-starter-ului.
În ianuarie 2016, Sloan și Pelling au colaborat cu Lazy Oaf pentru a lansa o linie de îmbrăcăminte bazată pe personajele și temele serialului.

## Primire
Scurtmetrajul original a devenit un hit viral, iar serialul a devenit o capodoperă a horrorului psihologic. Cele șase episoade au adunat 206.999.166 de vizionări pe YouTube în iulie 2021. Scott Beggs a enumerat scurtmetrajul original ca numărul 8 pe lista sa cu cele mai bune 11 scurtmetraje din 2011. Carolina Mardones a enumerat primul episod ca numărul 7 în primele zece scurtmetraje din 2011. A fost, de asemenea, inclus în cadrul unui eveniment cinematografic din Dismaland-ul lui Banksy. În aprilie 2016, personajele principale ale serialului au fost prezentate pe coperta revistei Printed Pages, împreună cu un „interviu” cu cele trei personaje principale scris de editorul revistei. Toate cele șase episoade ale DHMIS au fost incluse în festivalul XOXO din septembrie 2016.
Drew Grant de la Observer a scris că episoadele serialului sunt „coșmaruri îngrozitoare absolut frumoase” și „topitoare de minți”. Scriitorul independent Benjamin Hiorns a observat că „nu subiectul face ca aceste filme să fie atât de ciudat de atrăgătoare, ci designul personajelor și scenariile uimitor de imaginative și caracterul britanic care stau la baza tuturor lucrurilor”. Joe Blevins de la The A.V. Club a lăudat „raportul sens-spre-nonsens” al serialului și valorile de producție. Samantha Joy de la TenEighty a lăudat al șaselea episod, scriind că „creează un sfârșit provocator al unei narațiuni destul de întunecate despre crearea de conținut”.

## Teme
Într-un interviu fals, Becky și Joe au descris în glumă povestea ca „trei cei mai buni prieteni care pleacă într-o călătorie pentru a găsi o navă magică de pirați și ca să salveze ziua”.
Un scriitor student de la Nouse a comparat atracția primului episod cu temele din literatura gotică, susținând că ambele „se ating de aceeași frică culturală a unui subconștient violent care se ascunde sub fațada normalității”. În The Wesleyan Argus, un alt scriitor student a descris serialul ca „un exemplu excelent al erei ezoterismului” și a menționat că „Există un meta-comentariu de construcție cu privire la relațiile dintre privitor, percepție, creator, participant și artă (și poate moarte) care a început cu primul episod, dar ceea ce încearcă să spună acel comentariu nu este încă complet clar. Cu toate acestea, există un sentiment cert că serialul se construiește către un punct culminant.”

## Creatori
Becky Sloan și Joseph Pelling sunt graficieni, artiști și animatori britanici. Publicitatea lor se desfășoară prin producții comerciale. Duo-ul a lucrat ca parte a colectivului THIS IS IT.
Conținutul lor constă în videoclipuri, design grafic, animație și muzică. Au câștigat mai multe premii, inclusiv premiul SXSW Midnight Shorts din 2012, și premiul ADC Young Guns din 2016.
De asemenea, au co-scris și au făcut teatru de marionete pentru episodul „Păpușile” (engleză The Puppets) al Uimitoarei Lumi a lui Gumball de pe Cartoon Network (sezonul 5, episodul 40). Sloan și Baker Terry au intrepretat vocile lui Grady, Frank și Howdy (cele trei marionete prezentate în episod, care prind personajele principale Gumball și Darwin în lumea lor). Acest episod prezintă un cântec în care marionetele îi cântă lui Darwin despre distracția nesfârșită, cu un conținut deranjant, asemănător cu serialul Don't Hug Me I'm Scared. A urmat o serie de scurtmetraje bazate pe episod, intitulat Waiting For Gumball, realizate de aceeași echipă ca episodul TV original.

## Viitorul
Pe 19 iunie 2017, la un an după lansarea episodului 6, Sloan a sugerat că o să mai lucrează la serialul Don't Hug Me I'm Scared. Pe 13 septembrie 2018, un teaser intitulat „Wakey Wakey ...” a fost lansat pe canal, prezentând secvențe vagi dintr-un nou serial TV realizat într-o colaborare între Blink Industries, Conaco, și Super Deluxe. Videoclipul de 30 de secunde a câștigat peste două milioane de vizionări în decurs de 24 de ore de la publicare și a ajuns pe locul 1 pe lista de tendințe a YouTube-ului. Pe 3 decembrie 2018, s-a anunțat că episodul pilot al serialului o să fie prezentat la Festivalul de film Sundance din 2019, iar detaliile poveștii au fost, de asemenea, lansate. Episodul pilot a rulat la 23 de minute și a apărut în „Programul Episodic Indie 1” alături de alte scurtmetraje.
La 20 decembrie 2019, regizorul serialului Joseph Pelling a confirmat pe Twitter-ul său că încă se lucrează, iar alt co-creator, Becky Sloan, anunță același lucru pe 24 decembrie 2019, alături de un teaser foto cu Rățoiul citind un ziar.
Pe 7 iulie 2020, a fost anunțat oficial că serialul a fost preluat de Channel 4.